# Triaenodes ghana
Triaenodes ghana is een schietmot uit de familie Leptoceridae. De soort komt voor in het Afrotropisch gebied.